# Підвисоцька сільська рада (Оратівський район)
| Підвисоцька сільська рада — колишній орган місцевого самоврядування у Оратівському районі Вінницької області з адміністративним центром у с. Підвисоке. Сільській раді були підпорядковані населені пункти: - с. Підвисоке - с. Тарасівка |

## Склад ради
Рада складалась з 12 депутатів та голови.

## Керівний склад сільської ради
| ПІБ                              | Основні відомості                                                             | Дата обрання | Дата звільнення |
| -------------------------------- | ----------------------------------------------------------------------------- | ------------ | --------------- |
| Співак Ольга Петрівна            | Сільський голова, 1963 року народження, освіта, член народної партії          | 26.03.2006   | 31.10.2010      |
| Гаврилюк Володимир Олександрович | Сільський голова, 1970 року народження, освіта середня загальна, безпартійний | 31.10.2010   |                 |

Примітка: таблиця складена за даними джерела